# گرینوود (ویسکانسین)
گرینوود، ویسکانسین  (به انگلیسی: Greenwood) شهری در شهرستان کلارک ایالت ویسکانسین است که در سال ۱۸۹۱ بنیان‌گذاری شده‌است. این شهر طبق سرشماری سال ۲۰۱۰ میلادی ۱٬۰۲۶ نفر جمعیت داشته‌است.